# Knysna
Knysna (pronuncia-se / naɪznə /, provavelmente a partir de uma palavra Khoikhoi significa "samambaias")  é uma cidade com 76 431 habitantes na província de Cabo Ocidental na África do Sul e faz parte da Rota Jardim. Encontra-se 34 graus ao sul do equador, e a 72 quilômetros a leste da cidade de George, na estrada N2, e 25 quilômetros a oeste de Plettenberg Bay, na mesma estrada.

## Ligações Externas
- Knysna Oyster Festival
- Knysna Gastronomica Festival
- Pink Loerie Mardi Gras (Gay festival held annually in month of May)
- / More photos of Knysna
- Knysna River Club
]